# Ensemble ehemaliger Ortskern Obermenzing

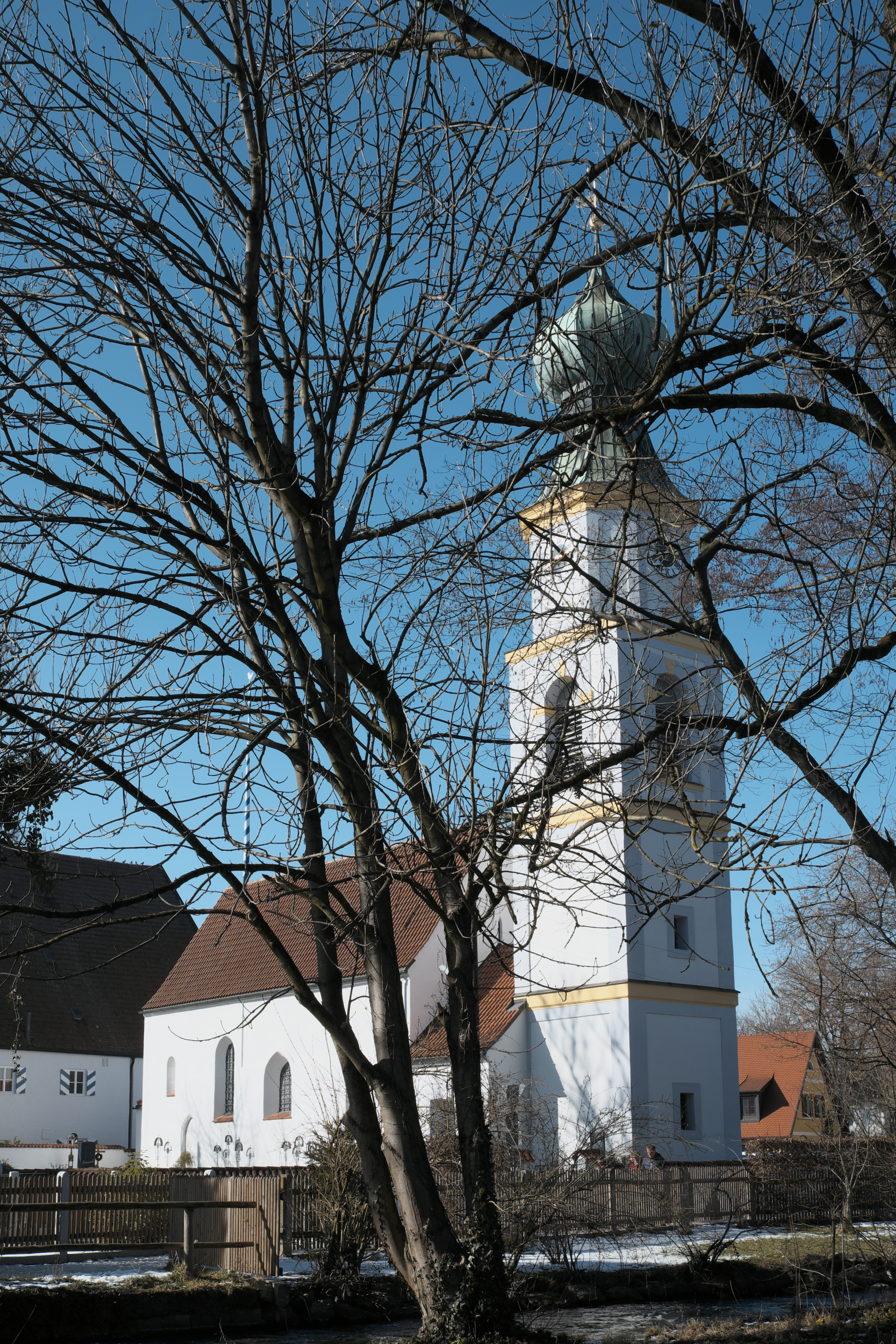
Kirche St. Georg und dahinter das Gasthaus Alter Wirt

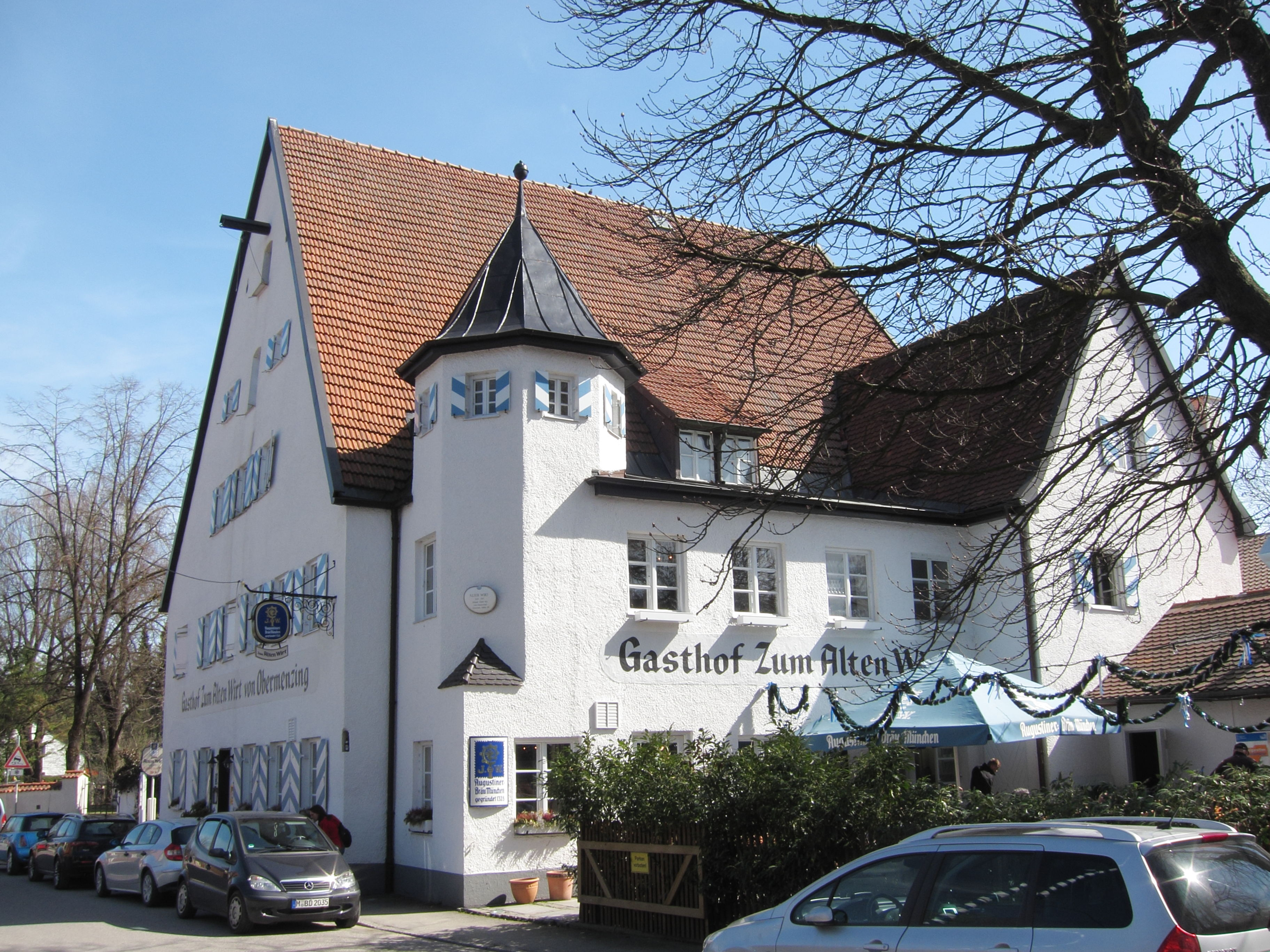
Gasthaus Alter Wirt in Obermenzing

Das Ensemble ehemaliger Ortskern Obermenzing ist ein denkmalgeschütztes Bauensemble im Stadtteil Obermenzing der bayerischen Landeshauptstadt München.

## Beschreibung
Das Ensemble umfasst einen Teilbereich des historischen Ortskerns, in dem die Ortsstruktur noch anschaulich erkennbar und die historische Bausubstanz umfangreich erhalten ist.
Das erstmals im 9. Jahrhundert genannte Dorf Obermenzing hat sich an beiden Seiten der Würm entwickelt. Bis heute verdichtet ist die Bebauung im Bereich um die gotische Pfarrkirche St. Georg, die im Kern ins 16. Jahrhundert zurückreichende Gaststätte Alter Wirt sowie die aus der zweiten Hälfte des 19. Jahrhunderts stammenden Bauernhöfe in einem Teilabschnitt der Pippinger Straße und dem Abschnitt des Betzenwegs westlich der Würm.
Die Bauernhäuser des 19. Jahrhunderts sind jeweils langgestreckte Wohnstallbauten mit Satteldach, der Eberlhof östlich der Würm ist ein großer Hakenhof. Aus den umgebenden Bauten tritt das Gasthaus Alter Wirt mit dem hohen und steilen Satteldach hervor.
Dem Dorf war das Schloss Blutenburg ursprünglich unmittelbar vorgelagert. Dieser Zusammenhang ging durch den Bau der Autobahn nach Stuttgart vor und dem Ausbau der Verdistraße nach dem Zweiten Weltkrieg verloren.

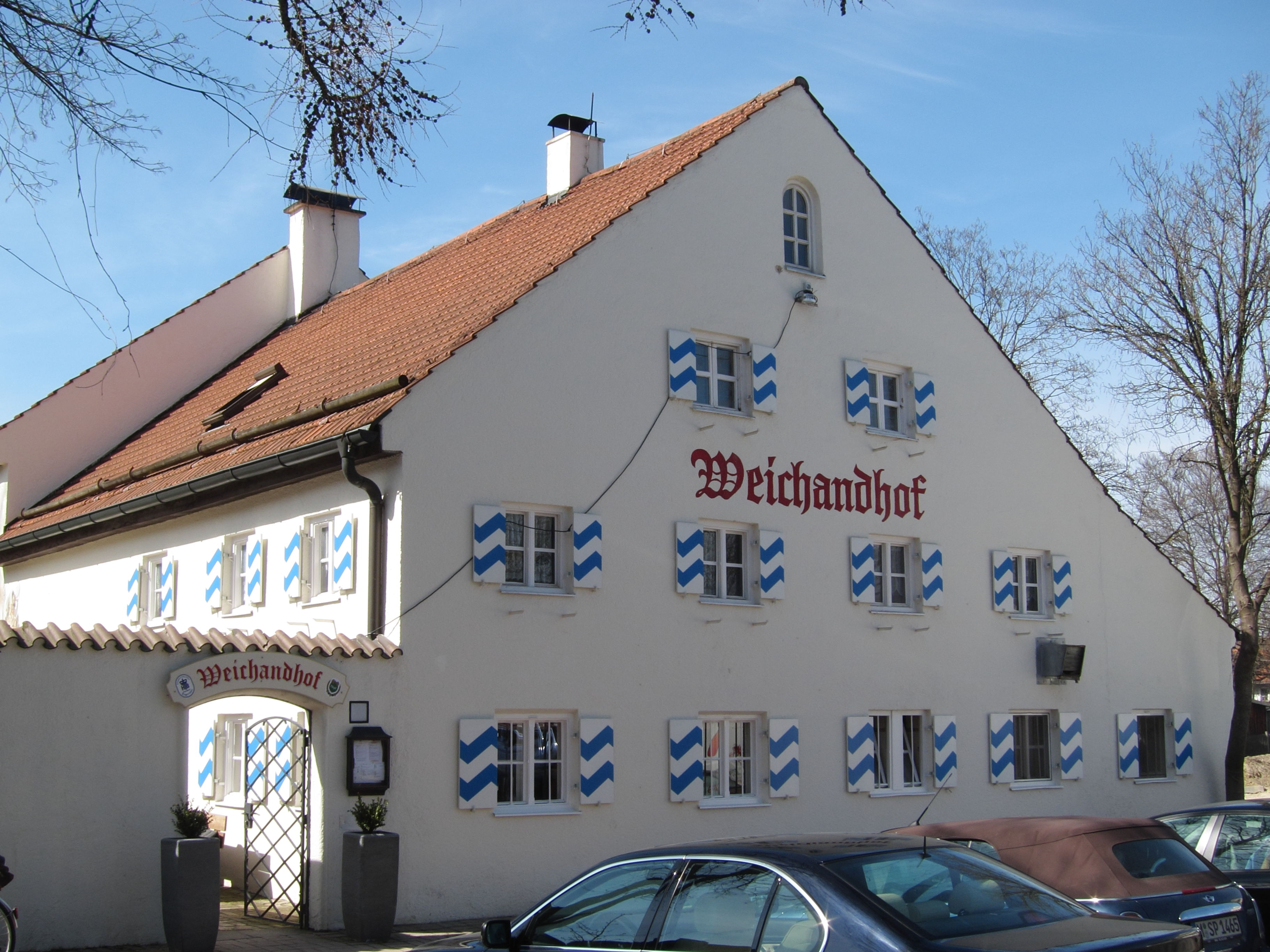
Weichandhof am Betzenweg 81
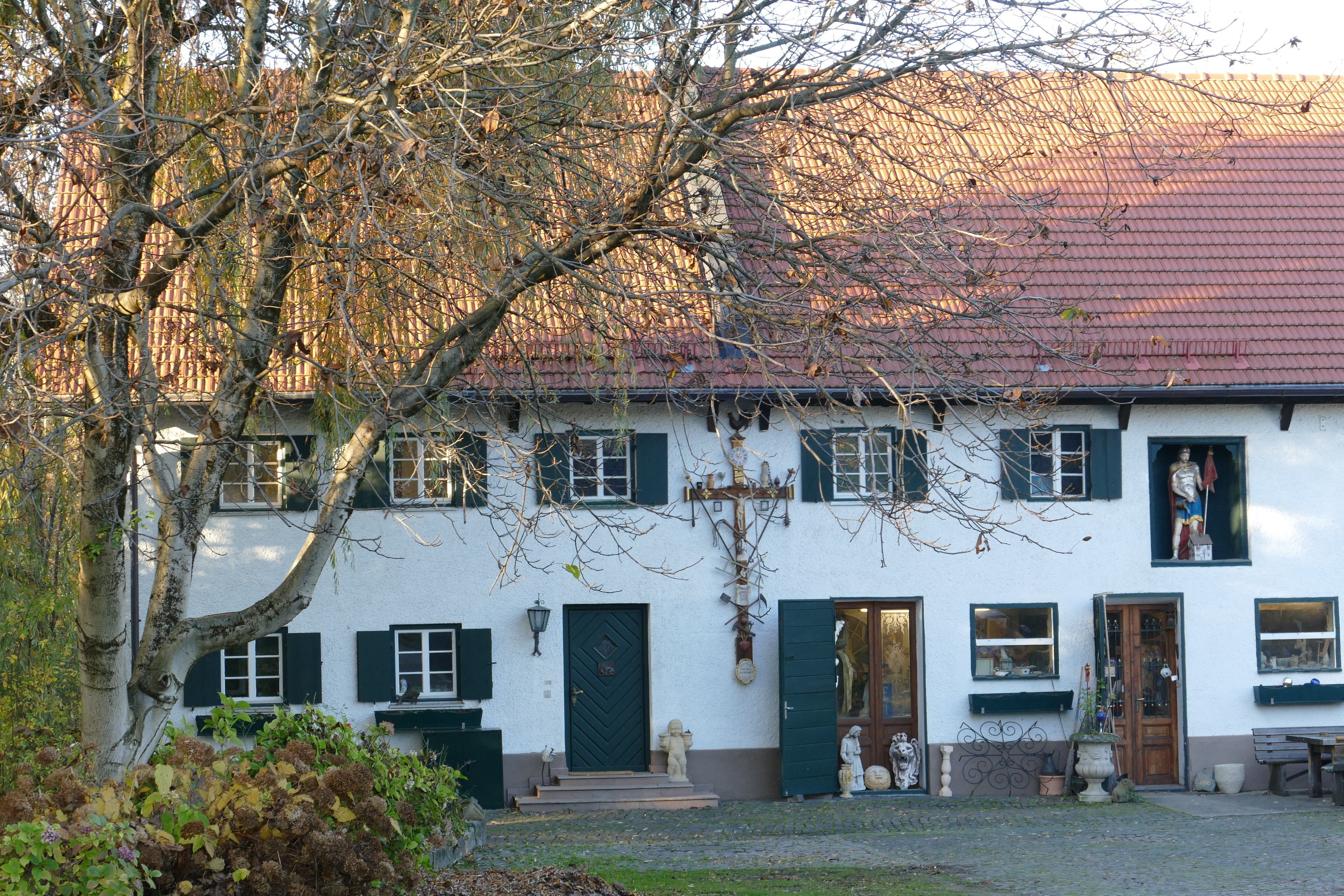
Eberlhof an der Faistenlohestraße 44
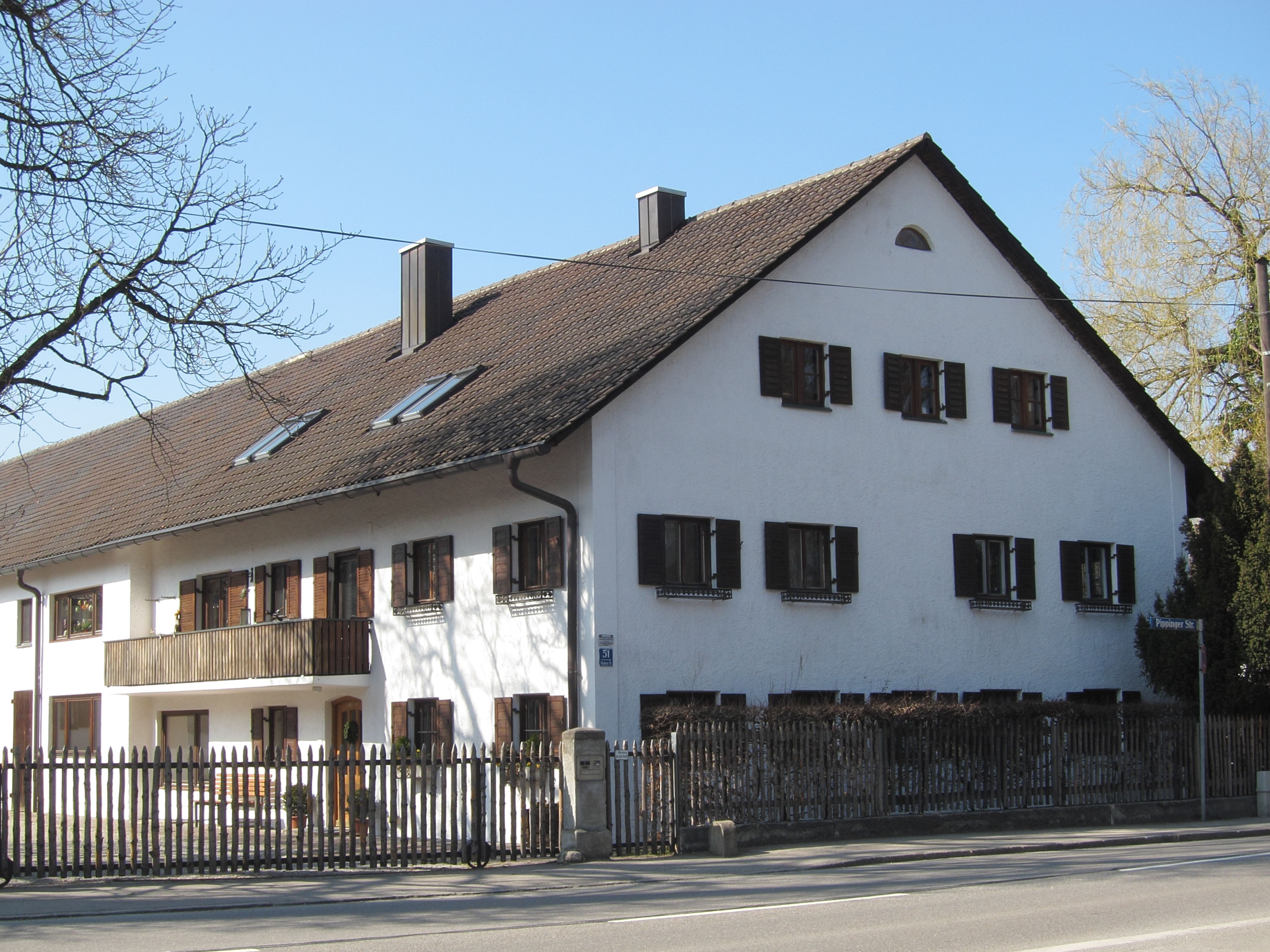
Bauernhof an der Pippinger Straße 51